# Chris Jeday
Chris Jeday (sinh ngày 19 tháng 9 năm 1989), là một nhà sản xuất thu âm người Puerto Rico.

## Sự nghiệp
Jeday đã phát hành đĩa đơn đầu tiên của anh vào năm 2016, một loại nhạc điện tử, và nhạc reggaeton có tên là "Dale Hasta Abajo". Nó đã được theo sau vào năm 2017 bởi một bài hát thuộc thể loại Latin trap là "Ahora Dice", và đã đạt vị trí số 7 trên bảng xếp hạng Hot Latin Songs. Video âm nhạc của bài hát cũng đã đạt được hơn 1 tỷ lượt xem trên YouTube.